# 左旗二
左旗二，又名天箭座β，是天箭座的一颗恒星，视星等为4.37，是一颗G型巨星，位于銀經54.10°，銀緯-2.60°，其J2000.0坐标为赤經19h 41m 02.9393s，赤緯+17° 28′ 33.748″。
由于自行，三百万年后，它与太阳的距离将缩小至310光年，视星等将增至3.64。